# Vierge de Jalhay
La Vierge de Jalhay est une statuette de Marie, considérée comme une vierge dans les croyances catholiques, située à Sart, sur la commune de Jalhay en Belgique, et dont la phosphorescence a créé l'émoi populaire. 
Certains y ont vu une manifestation surnaturelle. Le laboratoire de l'Université de Liège a analysé la peinture extérieure de la statuette et a conclu que la phosphorescence était due à la présence de sulfure de zinc.